# Basti (Division)
Die Division Basti ist eine Division im indischen Bundesstaat Uttar Pradesh. Der Verwaltungssitz befindet sich in der Stadt Basti.

## Distrikte
Die Division Basti gliedert sich in drei Distrikte:
| Distrikt         | Verwaltungssitz | Fläche in km² | Einwohner (2011) | Ew./km² |
| ---------------- | --------------- | ------------- | ---------------- | ------- |
| Basti            | Basti           | 2.688         | 2.464.464        | 915     |
| Siddharthnagar   | Navgarh         | 2.895         | 2.559.297        | 884     |
| Sant Kabir Nagar | Khalilabad      | 1.646         | 1.715.183        | 1.042   |